# Aleksandr Novikov (calciatore 1955)
Aleksandr Vasil'evič Novikov (in russo Александр Васильевич Новиков?; Mosca, 14 giugno 1955) è un ex calciatore sovietico dal 1991 russo, di ruolo difensore.
Tra il 1992 e il 1993 non è tesserato come calciatore per alcun club della federazione calcistica sovietica.

## Palmarès

### Club

#### Competizioni nazionali
- Campionato sovietico: 1

Dinamo Mosca: 1976
- Coppa dell'Unione Sovietica: 1

Dinamo Mosca: 1977
- Supercoppa dell'URSS: 1

Dinamo Mosca: 1977
- Pervaja Liga: 1

Spartak Vladikavkavz: 1976

## Statistiche

### Cronologia presenze e reti in nazionale
| Cronologia completa delle presenze e delle reti in nazionale ― Unione Sovietica | Cronologia completa delle presenze e delle reti in nazionale ― Unione Sovietica | Cronologia completa delle presenze e delle reti in nazionale ― Unione Sovietica | Cronologia completa delle presenze e delle reti in nazionale ― Unione Sovietica | Cronologia completa delle presenze e delle reti in nazionale ― Unione Sovietica | Cronologia completa delle presenze e delle reti in nazionale ― Unione Sovietica | Cronologia completa delle presenze e delle reti in nazionale ― Unione Sovietica | Cronologia completa delle presenze e delle reti in nazionale ― Unione Sovietica |
| Data                                                                            | Città                                                                           | In casa                                                                         | Risultato                                                                       | Ospiti                                                                          | Competizione                                                                    | Reti                                                                            | Note                                                                            |
| ------------------------------------------------------------------------------- | ------------------------------------------------------------------------------- | ------------------------------------------------------------------------------- | ------------------------------------------------------------------------------- | ------------------------------------------------------------------------------- | ------------------------------------------------------------------------------- | ------------------------------------------------------------------------------- | ------------------------------------------------------------------------------- |
| 20-3-1977                                                                       | Tunisi                                                                          | Tunisia                                                                         | 0 – 3                                                                           | Unione Sovietica                                                                | Amichevole                                                                      | -                                                                               |                                                                                 |
| 23-3-1977                                                                       | Belgrado                                                                        | Jugoslavia                                                                      | 2 – 4                                                                           | Unione Sovietica                                                                | Amichevole                                                                      | -                                                                               |                                                                                 |
| 18-5-1977                                                                       | Tbilisi                                                                         | Unione Sovietica                                                                | 2 – 0                                                                           | Ungheria                                                                        | Qual. Mondiali 1978                                                             | -                                                                               |                                                                                 |
| Totale                                                                          |                                                                                 | Presenze                                                                        | 3                                                                               |                                                                                 | Reti                                                                            | 0                                                                               |                                                                                 |